# Sally Hodge
Sally Ann Hodge, po mężu McKenzie (ur. 31 maja 1966 w Cardiff) – brytyjska kolarka torowa i szosowa, mistrzyni świata w kolarstwie torowym.

## Kariera
Pierwszy sukces w karierze Sally Hodge osiągnęła w 1987 roku, kiedy zdobyła wicemistrzostwo kraju w szosowym wyścigu ze startu wspólnego. Najlepsze wyniki osiągnęła na rozgrywanych rok później mistrzostwach świata w Gandawie, gdzie zwyciężyła w wyścigu punktowym, bezpośrednio wyprzedzając Barbarę Ganz ze Szwajcarii i Amerykankę Mindee Mayfield. W tym samym roku Hodge wystąpiła na igrzyskach olimpijskich w Seulu, zajmując dziewiąte miejsce w wyścigu ze startu wspólnego. Cztery lata później, na igrzyskach olimpijskich w Barcelonie w tej samej konkurencji rywalizację ukończyła dopiero na 45. pozycji.